# Kurt Busiek
Kurt Busiek (Boston, Massachusetts,  16 de setembro de 1960) é um premiado autor de histórias em quadrinhos americanas, conhecido particularmente por seu trabalho na minissérie Marvels, lançada em 1994 pela Marvel Comics. Também é criador das séries Astro City e Arrowsmith.

## Carreira
Kurt Busiek escreveu diversas séries em várias editoras americanas. Após o sucesso de Marvels, seu primeiro trabalho de destaque foi Untold Tales of Spider-Man, acrescentando novos acontecimentos na cronologia do Homem-Aranha. Em parceria com os artistas Brent Anderson e Alex Ross, Kurt Busiek criou a aclamada série Astro City em 1995. Posteriormente, criou o grupo de personagens Thunderbolts. Ainda nos anos 1990, assumiu a revista dos Vingadores. Em 2003, escreveu a minissérie Liga da Justiça/Vingadores, crossover entre a DC Comics e a Marvel Comics. Em 2008, saiu o primeiro número de Marvels: Eye of the Camera, sequência da minissérie de 1994 e com Busiek novamente como escritor. Em 2010, Busiek voltou a trabalhar com Alex Ross para o projeto da Dynamite Entertainment, Kirby: Genesis.

## Prêmios
Marvels, escrita por Busiek venceu três Eisner Awards: "Melhor minissérie", "Melhor ilustrador" (Alex Ross) e "Melhor design de publicação". Astro City lhe rendeu um Harvey Award de Melhor Escritor em 1998, e quatro indicações seguidas ao Eisner Award de "Melhor Escritor" em 1996, 1997, 1998, e 1999, sendo vencedor neste ano.